# Таб-Эл
Таб-Эл — царь Арама, правивший в 770—740 гг. до н. э.
В годы его правления продолжалась ассирийская угроза, царь не имел средств её устранить из-за огромной дани, которую вынужден был платить ассирийцам за мир. На попытку создания мощной армии, чтоб дать достойный отпор внешним врагам, царь повышал постоянно налоги. В конечном счёте это привело к недовольству население его страны и войском, которым Таб-Эл собирался оборонять границы своего царства, пришлось сдерживать народный гнев. Царь понимал, что единственная возможность спасти своё царство это коалиция. Он начал вести тайные переговоры с монархами соседних стран, однако заключить какой-либо серьёзный союз ему не удалось, только мелкие царьки примкнули в его коалицию.
Лишь после его смерти, его преемник заключил союз с более крупным царством, Иудеей, и своим недавним врагом. За это царство Арам было уничтожено окончательно ассирийскими захватчиками, а стены великого города Дамаска превращены в руины.